# Championnats du monde de gymnastique rythmique 2018
Navigation
Pesaro 2017 Bakou 2019
Les championnats du monde de gymnastique rythmique 2018, trente-sixième édition des championnats du monde de gymnastique rythmique, ont lieu du 10 au 16 septembre 2018 à Sofia, en Bulgarie.

## Choix de la ville organisatrice
La Fédération internationale de gymnastique annonce à l'issue d'une réunion en décembre 2015 à Lausanne l'attribution de l'organisation des Championnats du monde de gymnastique rythmique 2018 à la ville de Sofia.

## Podiums
| Épreuves                            | Or | Argent | Bronze |
| ----------------------------------- | --- | --- | --- |
| Finales individuelles et par équipe | | | |
| Concours par équipes                | Russie Arina Averina Dina Averina Aleksandra Soldatova                                                                | Bulgarie Boryana Kaleyn Katrin Taseva Neviana Vladinova                                                               | Italie Alexandra Agiurgiuculese Milena Baldassarri Alessia Russo                                            |
| Cerceau                             | Dina Averina (RUS) | Linoy Ashram (ISR) | Arina Averina (RUS)                                                                                         |
| Ballon                              | Dina Averina (RUS) | Aleksandra Soldatova (RUS)                                                                                            | Alexandra Agiurgiuculese (ITA)                                                                              |
| Massues                             | Dina Averina (RUS) | Katsiaryna Halkina (BLR)                                                                                              | Arina Averina (RUS)                                                                                         |
| Ruban                               | Aleksandra Soldatova (RUS)                                                                                            | Milena Baldassarri (ITA)                                                                                              | Linoy Ashram (ISR)                                                                                          |
| Concours général individuel         | Dina Averina (RUS) | Linoy Ashram (ISR) | Aleksandra Soldatova (RUS)                                                                                  |
| Finales en groupe                   | | | |
| Groupe : 5 cerceaux                 | Bulgarie Elena Bineva Madlen Radukanova Simona Dyankova Laura Traets Stefani Kiryakova                                | Japon Sakura Noshitani Rie Matsubara Sayuri Sugimoto Ayuka Suzuki Kiko Yokota                                         | Italie Alessia Maurelli Martina Centofanti Agnese Duranti Martina Santandrea Letizia Cicconcelli Anna Basta |
| Groupe : 3 ballons + 2 cordes       | Italie Alessia Maurelli Martina Centofanti Agnese Duranti Martina Santandrea Letizia Cicconcelli Anna Basta           | Russie Evgeniia Levanova Mariia Kravtsova Ksenia Poliakova Anastasiia Tatareva Maria Tolkacheva Anastasia Shishmakova | Ukraine Anastasiya Voznyak Valeriya Yuzviak Valeriya Khanina Daria Kobets Alina Bykhno Diana Myzherytska    |
| Concours général en groupe          | Russie Evgeniia Levanova Mariia Kravtsova Ksenia Poliakova Anastasiia Tatareva Maria Tolkacheva Anastasia Shishmakova | Italie Alessia Maurelli Martina Centofanti Agnese Duranti Martina Santandrea Letizia Cicconcelli Anna Basta           | Bulgarie Elena Bineva Madlen Radukanova Simona Dyankova Laura Traets Stefani Kiryakova                      |